# Sedum versadense
Sedum versadense là một loài thực vật có hoa trong họ Crassulaceae. Loài này được C.H. Thompson miêu tả khoa học đầu tiên năm 1911.